# Colby (Wisconsin)
Colby ist eine Kleinstadt (mit dem Status „City“) im Marathon und im Clark County im US-amerikanischen Bundesstaat Wisconsin. Im Jahr 2010 hatte Colby 1852 Einwohner.

## Geografie
Colby liegt im nordwestlichen Zentrum Wisconsins, etwa 5 km westlich des Eau Claire River, der über den Wisconsin River zum Stromgebiet des Mississippi gehört. Die geografischen Koordinaten von Colby sind 44°54′37″ nördlicher Breite und 90°19′01″ westlicher Länge. Das Stadtgebiet erstreckt sich über eine Fläche von 4,07 km². 
Benachbarte Orte von Colby sind Abbotsford (an der nördlichen Stadtgrenze), Fenwood (28,3 km östlich), Unity (6,6 km südlich) und Curtiss (14,7 km nordwestlich).
Die nächstgelegenen größeren Städte sind Green Bay (207 km östlich), Wisconsins Hauptstadt Madison (267 km südsüdöstlich), La Crosse (181 km südwestlich), Eau Claire (107 km westlich), die Twin Cities in Minnesota (246 km in der gleichen Richtung) und Duluth am Oberen See in Minnesota (330 km nordnordwestlich).

## Verkehr
Der Wisconsin State Highway 29 führt nördlich Colby vorbei. Der  Wisconsin State Highway 13 verläuft in Nord-Süd-Richtung als Hauptstraße durch das Zentrum von Colby. Alle weiteren Straßen sind untergeordnete Landstraßen, teils unbefestigte Fahrwege oder innerörtliche Verbindungsstraßen.
Für den Frachtverkehr führt in Nord-Süd-Richtung eine Eisenbahnstrecke der zur Canadian National Railway gehörenden Wisconsin Central durch das Stadtgebiet von Colby.
Die nächsten Flughäfen sind der Chippewa Valley Regional Airport in Eau Claire (101 km westlich), der Central Wisconsin Airport in Wausau (66,3 km ostsüdöstlich) und der La Crosse Regional Airport (179 km südwestlich).

## Bevölkerung
Nach der Volkszählung im Jahr 2010 lebten in Colby 1852 Menschen in 714 Haushalten. Die Bevölkerungsdichte betrug 455 Einwohner pro Quadratkilometer. In den 714 Haushalten lebten statistisch je 2,46 Personen. 
Ethnisch betrachtet setzte sich die Bevölkerung zusammen aus 89,4 Prozent Weißen, 0,6 Prozent Afroamerikanern, 0,4 Prozent amerikanischen Ureinwohnern, 0,5 Prozent Asiaten, 0,1 Prozent Polynesiern sowie 8,6 Prozent aus anderen ethnischen Gruppen; 0,5 Prozent stammten von zwei oder mehr Ethnien ab. Unabhängig von der ethnischen Zugehörigkeit waren 11,9 Prozent der Bevölkerung spanischer oder lateinamerikanischer Abstammung. 
25,1 Prozent der Bevölkerung waren unter 18 Jahre alt, 54,9 Prozent waren zwischen 18 und 64 und 20,0 Prozent waren 65 Jahre oder älter. 51,9 Prozent der Bevölkerung war weiblich.
Das mittlere jährliche Einkommen eines Haushalts lag bei 34.333 USD. Das Pro-Kopf-Einkommen betrug 19.651 USD. 10,6 Prozent der Einwohner lebten unterhalb der Armutsgrenze.